# Större strandkardarspindel
Större strandkardarspindel (Argenna patula) är en spindelart som först beskrevs av Simon 1874.  Större strandkardarspindel ingår i släktet Argenna och familjen kardarspindlar. Enligt den finländska rödlistan är arten otillräckligt studerad i Finland. Arten är reproducerande i Sverige. Inga underarter finns listade i Catalogue of Life.